# Jes Selane
Jes Selane ist ein US-amerikanischer Schauspieler, Komponist und Musiker.

## Leben
Der 1,98 m große Selane begann 2012 in einer Episode der Fernsehserie Outlaw Empires mit dem Schauspiel. In den nächsten Jahren übernahm er Nebenrollen in B-Movies und Low-Budget-Filmen und war aufgrund seiner Körpergröße häufig in Rollen als Bodyguard oder Krieger zu sehen, auch übernahm er Rollen als Gehilfe des Antagonisten. Er ist außerdem als Charakterdarsteller von Episodenrollen verschiedener US-amerikanischer Fernsehserien im Einsatz.
Selane ist bekennender Motorradfahrer und spielt mehrere Instrumente wie Gitarre oder das Schlagzeug.

## Filmografie (Auswahl)
- 2012: Outlaw Empires (Fernsehserie, Episode 1x02)
- 2013: Enemies Close (Kurzfilm)
- 2013: Power of Money (Kurzfilm)
- 2014: Helicopter Mom
- 2015: Eye of the Empress: The Fight Club (Kurzfilm)
- 2015: All for Love: Meet The Pierres (Fernsehserie)
- 2015: All for Love: HopScotch
- 2015: All for Love (Kurzfilm)
- 2015: Chronicles of the Dead (Fernsehserie, Episode 1x16)
- 2015: The Impossible (Kurzfilm)
- 2015: Total Awesome Viking Power (Kurzfilm)
- 2015: Chosen Kin (Fernsehserie)
- 2015: Tattoo Nightmares (Fernsehserie, Episode 3x18)
- 2015: DELKA: Stand-Up Tall or Fall
- 2016: My Crazy Ex (Fernsehserie, Episode 2x03)
- 2016: The Gangsters (Kurzfilm)
- 2016: Murder Book (Fernsehserie, Episode 2x09)
- 2016: Tetched (Kurzfilm)
- 2016: Match.con (Kurzfilm)
- 2016: Fools for Gold (Kurzfilm)
- 2016: Cooper Barrett’s Guide to Surviving Life (Fernsehserie, Episode 1x09)
- 2016: Zula the Infinite (Kurzfilm)
- 2016: Independents – War of the Worlds (Independents’ Day)
- 2016: LA Cougars (Fernsehfilm)
- 2016: Fight or Die (Fernsehserie, Episode 1x01)
- 2017: Dead Island 2: Selfie Challenge (Videospiel)
- 2017: Vermin Town
- 2017: Air Speed – Fast and Ferocious (The Fast and the Fierce)
- 2017: The Black Ghiandola (Kurzfilm)
- 2017: Broken Memories
- 2017: Campus Killer – Das Böse kehrt zurück (Del Playa)
- 2017: Billy Boy
- 2017: DriverX
- 2017: Chosen Kin Origins (Fernsehserie, 3 Episoden)
- 2017: The Woods (Fernsehserie)
- 2018: Cannibal Corpse Killers
- 2018: Corbin Nash
- 2018: Lost Fare
- 2018: Chosen Kin Origins: New Breed (Fernsehserie)
- 2018: The X Species
- 2019: Myra
- 2019: Induced Effect
- 2019: Rearview Mirror (Kurzfilm)
- 2020: Stateside
- 2023: End Times – Tag der Abrechnung (End Times)
- 2024: Road to Terzetto